# Vladímir Rodímuixkin
Vladímir Rodímuixkin (rus: Владимир Александрович Родимушкин)  (Moscou, 22 de desembre de 1921 - valor desconegut i Moscou, 15 de gener de 1986) fou un remer rus que va competir sota bandera soviètica durant les dècades de 1940 i 1950.
El 1952 va prendre part en els Jocs Olímpics d'Estiu de Hèlsinki, on guanyà la medalla de plata en la prova del vuit amb timoner del programa de rem.
En el seu palmarès també destaquen tres medalles d'or al Campionat d'Europa de rem en la prova del vuit amb timoner, el 1953, 1954 i 1955. També guanyà vuit campionats soviètics, un del dos sense timoner (1948), un en el quatre amb timoner (1951) i sis en el vuit amb timoner (1946, 1947, 1952, 1953, 1954 i 1956).
Va lluitar en la Segona Guerra Mundial, per la qual va rebre la Medalla al Valor, l'Orde de l'Estrella Roja i l'Orde de la Guerra Patriòtica.